# Breath of Love: Last Piece
Breath of Love: Last Piece è il quinto album in studio del gruppo sudcoreano Got7, pubblicato il 30 novembre 2020.

## Descrizione
Breath of Love: Last Piece, quarto album coreano dei Got7, viene annunciato il 9 novembre 2020, con pubblicazione in anteprima del singolo Breath e uscita del disco al 30. Tra il 10 e il 12 novembre vengono diffuse delle foto promozionali di gruppo, mentre il 13 viene svelata la lista delle tracce, che vede i membri dei Got7 partecipare alla scrittura e alla composizione di un brano ciascuno. Dal 16 al 28 escono invece le foto singole dei membri, i teaser dei video musicali di Breath e Last Piece, e le copertine delle sette edizioni del disco. Il 29 novembre viene pubblicata un'anteprima dei brani.
Breath of Love: Last Piece è un disco dedicato ai fan, con il quale i Got7 parlano loro di storie inedite e delle cose che vorrebbero fare insieme. Il tema conduttore è l'amore nei suoi diversi stadi, che si tratti di crepacuore o innamoramento, e reca un messaggio di riflessione personale esplorato dalle prospettive dei diversi membri. Breath, pubblicato come singolo il 23 novembre, è un brano hip hop che esprime l'emozione del momento in cui si incontra la persona con la quale si è destinati a stare, e la sensazione di essere sopraffatti dall'amore è rappresentata da una combinazione di diversi effetti sonori, quali il fischiettio. Breath è stata scritta e composta da Youngjae insieme a Joo Chan-yang, Lavin e NiiHwa, con l'intento di mostrare "il fascino fresco dei Got7", e far risaltare la sinergia dei membri e l'individualità di ciascuno; il tema generale della canzone è stato sviluppato in omaggio ai fan, che, come il titolo in coreano della canzone (넌 날 숨 쉬게 해?; lett. "Mi fai respirare"), "mi fanno sentire vivo e respirare, e sono il motivo per cui canto". Nel testo, il cantante chiede all'amata di ricordare solo il momento in cui si sono incontrati perché non vuole provare a immaginare la fine della loro relazione, catturando l'essenza di un amore etereo.
Last Piece, seconda traccia principale del disco, esprime la parte potente dei Got7, incorporando nella melodia note distorte di chitarra elettrica e sintetizzatore. È stata scritta e composta da JB, insieme agli altri membri della crew Offshore, pensando a cosa si proverebbe perdendo il pezzo di sé che permette di vivere. Il testo identifica la persona amata come il pezzo mancante per diventare completi, e fa inoltre riferimento, nel verso "come un parco giochi abbandonato" (버려진 놀이터처럼?, Beoryeojin nor-iteocheoreomLR), al brano Playground dal disco di debutto dei Got7. Nel video musicale, Youngjae compare solo all'ultimo ritornello indicando che il gruppo è completo solo quando insieme.
Born Ready, di genere future bass, dichiara appassionatamente "sono pronto ad amarti da quando sono nato", mentre Special è diretta a chi ha sempre sostenuto e amato il gruppo. Dopo Special, l'album rallenta. Nella traccia R&B Wave il gruppo canta che, sebbene la vita scorra come le onde del mare, lo si può sopportare con la persona amata al proprio fianco, comunicando un messaggio di forte impegno nei suoi confronti. L'onda è inoltre usata come paragone per un cuore agitato. Waiting For You narra del vuoto e della nostalgia dopo una rottura, combinando un piano malinconico con la trap, invece Thank You, Sorry della volontà di migliorare se stessi dopo essersi resi conto che l'amante è cambiato, esprimendo contemporaneamente il desiderio che sia felice, con toni tristi e nostalgici. Il brano mescola la chitarra elettrica, che parte in sottofondo e diventa sempre più presente, a un'atmosfera jazz. Anche 1+1 è influenzata dal jazz e parla dell'amore verso un'unica persona che sembra essere stata decisa dal destino. I Mean It comunica invece i propri sentimenti in maniera diretta e We Are Young che si amerà in qualunque momento senza rimorsi.

## Accoglienza
| Recensione           | Giudizio |
| -------------------- | -------- |
| The Line of Best Fit | 8/10     |

Breath of Love: Last Piece è stato accolto positivamente dalla critica, che ha apprezzato la sua capacità di "enfatizzare la crescita musicale del gruppo" e la maturazione della sua "miscela caratteristica di stile dance pop e hip hop" spaziando attraverso diversi generi, sembrando al contempo non disordinato, ma "confezionato sonoramente in modo chiaro" e congruente. È stato anche notato come l'album mostri i veri colori e talenti dei membri e del gruppo.
Per The Honey Pop, "questa potrebbe essere una delle loro migliori uscite e anche una delle più interessanti a livello sonoro. [...] Nel complesso, è un album che mostra moltissimi lati dei Got7 come gruppo e come individui". Denver Del Rosario di Inquirer ha ritenuto il disco "una produzione più raffinata e ponderata" rispetto a Present: You, commentando che i Got7 fossero "innegabilmente migliori" quando veniva loro permesso "di scatenarsi ed esplorare". Ashlee Mitchel di Teen Vogue ha scritto invece che Breath of Love: Last Piece fosse "il riflesso della straordinaria abilità artistica promossa da un'unità genuina e laboriosa di individui liberi di essere se stessi, con canzoni sincere, divertenti e dinamiche". Scrivendo per The Line of Best Fit, Nathan Sartain ha chiuso la sua recensione con "sebbene non sia una pubblicazione di pop lineare permanentemente stimolante, non finge mai di esserlo, e riesce invece a intrigare costantemente".
Nel 2022, NME ha inserito Last Piece al sesto posto nella lista delle migliori canzoni dei Got7, descrivendola come "il prodotto di molto disimparare e decostruire, del lasciar andare l'immaturità e finalmente riconoscere ciò che è importante nella vita. [...] Questo è ciò che rende Last Piece speciale: tutto ciò che contiene proviene da un luogo di chiarezza e sicurezza".

## Tracce
1. Breath (넌 날 숨 쉬게 해?, Neol nal sum swige haeLR; lett. "Mi fai respirare") – 3:08 (testo: Joo Chan-yang, Lavin, NiiHwa, Ars (Youngjae) – musica: Joo Chan-yang, Lavin, Ars (Youngjae), NiiHwa)
2. Last Piece – 3:43 (testo: Defsoul (JB), Jomalxne, D.ham – musica: Defsoul (JB), iHwak, Munhan Mirror, Jomalxne, Zayson, RoseInPeace, Mirror Boy)
3. Born Ready – 2:40 (testo: Earattack, Mark – musica: Earattack, Mark, Gong-do)
4. Special – 3:27 (Jackson, Boytoy, Young Sky)
5. Wave – 3:15 (testo: Jinyoung, Distract – musica: Jinyoung, Distract, Ludwin Lindell)
6. Waiting For You – 2:55 (testo: BamBam, Psycho Tension (Jung Sung-min, Shin Yong-soo) – musica: BamBam, Psycho Tension (Jung Sung-min, Wayco))
7. Thank You, Sorry (이젠 내가 할게?, Ijen naega halgeLR; lett. "Ora lo farò") – 3:44 (Yugyeom, Nathan)
8. 1+1 – 3:15 (testo: Oh Min-joo – musica: Ylva Dimberg, Gesture, Rasmus Gregersen, Ralz)
9. I Mean It – 3:01 (testo: Ji Yoo-ri, Oh Min-joo, Jake Torrey, Noah Conrad, Dan Goudie, Ash Milton – musica: Jake Torrey, Noah Conrad, Dan Goudie, Ash Milton, Laconic)
10. We Are Young – 3:31 (testo: Danke – musica: Christian Fast, Ninos Hanna, Matt Thomson, Max Graham, James F. Reynolds, Arcades)

Durata totale: 32:39

## Personale
Gruppo
- Mark – rap, testi (traccia 3), composizione (traccia 3)
- JB (Defsoul) – voce, testi (traccia 2), composizione (traccia 2), controcanto (traccia 2)
- Jackson – rap, testi (traccia 4), composizione (traccia 4), arrangiamento (traccia 4)
- Jinyoung – voce, testi (traccia 5), composizione (traccia 5), controcanto (traccia 5)
- Youngjae (Ars)  – voce, testi (traccia 1), composizione (traccia 1), direzione vocale  (traccia 1)
- BamBam  – rap, testi (traccia 6), composizione (traccia 6), ritornello (traccia 6)
- Yugyeom – voce, testi (traccia 7), composizione (traccia 7)

Produzione
- Arcades – arrangiamento (traccia 10), strumenti (traccia 10), programmazione (traccia 10)
- Boytoy – testi (traccia 4), composizione (traccia 4), arrangiamento (traccia 4), editing digitale (traccia 4), tastiera (traccia 4)
- Choi Hye-jin – registrazione (tracce 3, 5, 7)
- Noah Conrad – testi (traccia 9), composizione (traccia 9), produzione aggiuntiva (traccia 9), programmazione (traccia 9)
- D.ham – testi (traccia 2)
- Danke – testi (traccia 10)
- Ylva Dimberg – composizione (traccia 8)
- Distract – testi (traccia 5), composizione (traccia 5), direzione vocale in inglese (traccia 2), editing vocale (traccia 5), controcanto (traccia 5)
- Earattack – testi (traccia 3), composizione (traccia 3), arrangiamento (traccia 3), controcanto (traccia 3), tastiera (traccia 3), sintetizzatore (traccia 3), sintetizzatore di basso (traccia 3), programmazione batteria (traccia 3), registrazione (traccia 3)
- Eom Se-hee – registrazione (tracce 4, 6, 8, 10)
- Christian Fast – composizione (traccia 10)
- Chris Gehringer – mastering (tracce 1-2)
- Gesture – composizione (traccia 8)
- Gong-do – arrangiamento (traccia 3), sintetizzatore (traccia 3)
- Dan Goudie – testi (traccia 9), composizione (traccia 9), chitarra (traccia 9), basso (traccia 9), programmazione (traccia 9)
- Max Graham – composizione (traccia 10)
- Rasmus Gregersen – composizione (traccia 8)
- Gu Hye-jin – editing vocale (traccia 8)
- Ninos Hanna – composizione (traccia 10)
- Heo Young-soo – batteria (traccia 2)
- iHwak – composizione (traccia 2)
- Im Hong-jin – missaggio (tracce 6, 10)
- Ji Yoo-ri – testi (traccia 9)
- Jomalxone – testi (traccia 2), composizione (traccia 2)
- Jo Sung-hyun – chitarra (traccia 2)
- Jo Sung-hwak – controcanto (traccia 2)
- Joo Chan-yang – testi (traccia 1), composizione (traccia 1), arrangiamento (traccia 1), controcanto (traccia 1), direzione vocale (traccia 1), editing vocale (traccia 1)
- Jung Eun-kyung – editing vocale (tracce 2, 9), missaggio (traccia 9)
- Jung Mo-yeon – registrazione (tracce 1, 3, 6, 8-10)
- Jung Sung-min (Psycho Tension) – testi (traccia 6), composizione (traccia 6)
- Kim Ho-hyun – chitarra (traccia 7)
- Kim Si-hyun – sintetizzatore (traccia 6)
- Kwak Jung-shin – registrazione (traccia 7)
- Laconic – arrangiamento (traccia 9), produzione (traccia 9)
- Lavin – testi (traccia 1), composizione (traccia 1), arrangiamento (traccia 1), tastiera (traccia 1), direzione vocale (traccia 1), editing vocale (traccia 1)
- Lee Sang-hyun – piano (traccia 2)
- Lee Sang-yeob – registrazione (tracce 1, 5-6, 9)
- Lee Soo-jin – chitarra (traccia 6)
- Lee Tae-seob – missaggio (tracce 2, 4-5, 7)
- Ludwig Lindell – composizione (traccia 5), arrangiamento (traccia 5), strumenti (traccia 5), programmazione (traccia 5)
- Tony Maserati – missaggio (traccia 1)
- Master Key – missaggio (traccia 3)
- Ash Milton – testi (traccia 9), composizione (traccia 9), chitarra (traccia 9), basso (traccia 9), programmazione (traccia 9)
- Mirror Boy – composizione (traccia 2)
- Munhan Mirror – composizione (traccia 2), controcanto (tracce 2-10), direzione vocale (tracce 8-10), editing vocale (tracce 8-9)
- Nathan – testi (traccia 7), composizione (traccia 7), arrangiamento (traccia 7), piano (traccia 7), sintetizzatore (traccia 7), batteria (traccia 7)
- NiiHwa – testi (traccia 1), composizione (traccia 1), direzione vocale (traccia 1), editing vocale (traccia 1)
- Oh Min-joo – testi (tracce 8-9)
- Park Eun-jung – registrazione (tracce 2-3), editing vocale (traccia 8), missaggio (traccia 8)
- Park Jung-eun – mastering (tracce 3-10)
- Potg – editing vocale (traccia 4)
- Ralz – arrangiamento (traccia 8), programmazione computerizzata (traccia 8)
- James F. Reynolds – composizione (traccia 10)
- RoseInPeace – composizione (traccia 2), arrangiamento (traccia 2)
- Shin Yong-soo (Psycho Tension) – testi (traccia 6)
- Matt Thomson – composizione (traccia 10)
- Jake Torrey – testi (traccia 9), composizione (traccia 9)
- Wang Bo-kyung – editing vocale (traccia 3)
- Wayco (Psycho Tension) – arrangiamento (traccia 6)
- Young Sky – testi (traccia 4), composizione (traccia 4), controcanto (traccia 4)
- David K. Younghyun – ingegnere al missaggio (traccia 1)
- Zayson – composizione (traccia 2), arrangiamento (traccia 2), basso (traccia 2)

## Successo commerciale
All'uscita, Breath of Love: Last Piece si è classificato terzo sulla Gaon Album Chart con 280 188 copie vendute e settimo sulla US World Albums Chart di Billboard, oltre ad arrivare quarto sulla US Heatseekers Albums e in posizione 77 sulla UK Album Downloads Chart. Il brano Breath si è classificato al primo posto su iTunes in 89 Paesi.
Il 14 dicembre ha debuttato in posizione 86 sulla Billboard Japan Hot Albums Chart.

## Classifiche

### Classifiche settimanali
| Classifica (2020) | Posizione massima |
| ----------------- | ----------------- |
| Corea del Sud     | 3                 |

### Classifiche di fine anno
| Classifica (2020) | Posizione |
| ----------------- | --------- |
| Corea del Sud     | 30        |